# كاناي (أرواح)

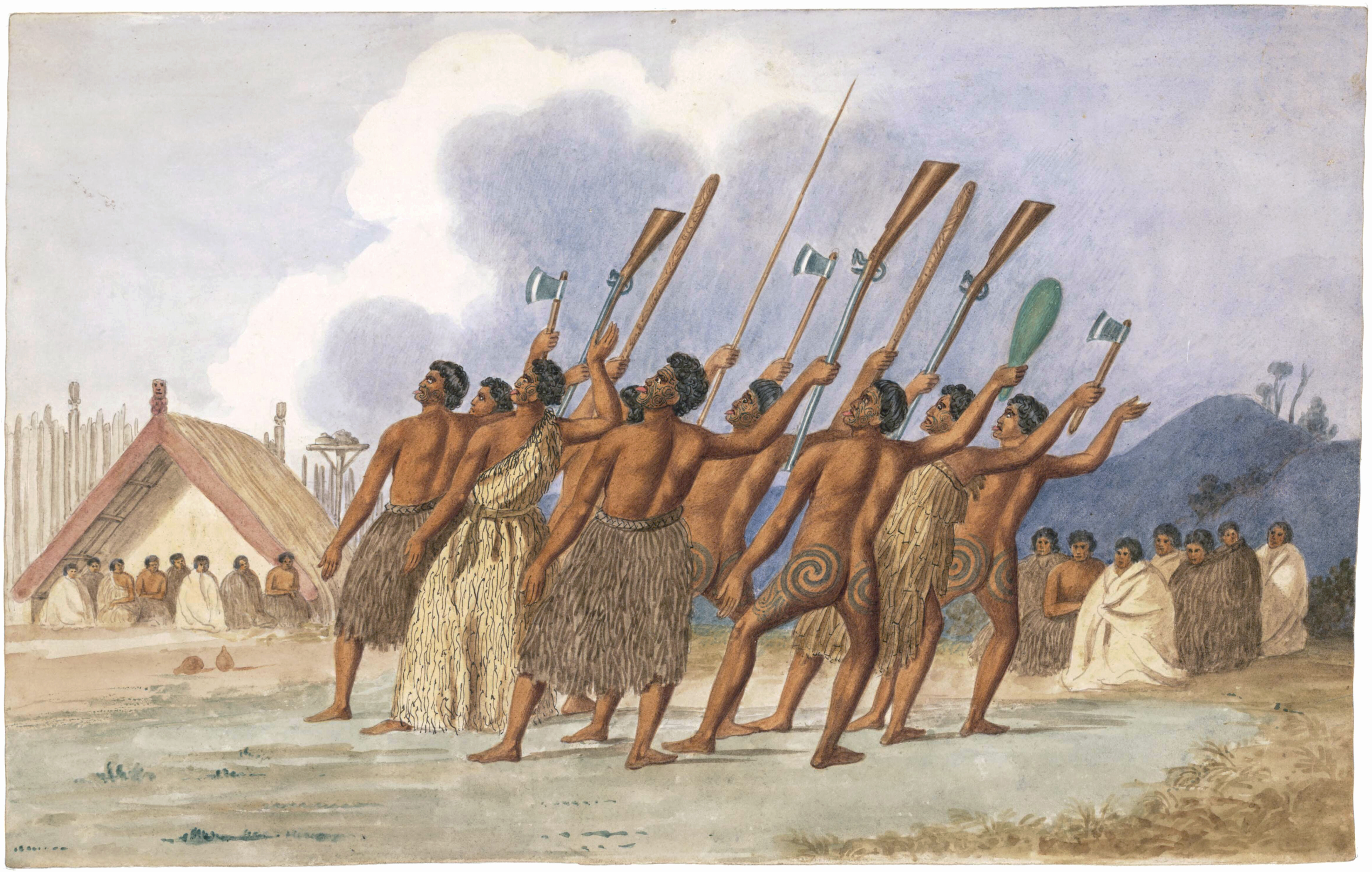
رقصة الحرب في نيوزيلندا

کاناي (بالإنجليزية: Kanae)‏ واحد من البوناتوري (أشباه الأرواح) صار سمكة طائرة وبذلك استطاع أن ينجو من انتقام يوروتونغا Urutonga لمقتل زوجها.